# Wally Anderzunas
Walter Charles "Wally" Anderzunas (Omaha, Nebraska, 11 de enero de 1946 - 28 de mayo de 1989) fue un baloncestista estadounidense que jugó una temporada en la NBA. Con 2,00 metros de estatura, lo hacía en la posición de Alero.

## Trayectoria deportiva

### Universidad
Jugó durante cuatro temporadas con los Bluejays de la Universidad Creighton, en las que promedió 17,2 puntos y 9,5 rebotes por partido. Figura como decimonoveno mejor anotador de la historia de su universidad, con 1.267 puntos conseguidos.

### Profesional
Fue elegido en la vigésimo quinta posición del Draft de la NBA de 1969 por Atlanta Hawks, y también por los Dallas Chaparrals en la sexta ronda del draft de la ABA, aunque finalmente fue traspasado por los Hawks a Cincinnati Royals junto con una futura ronda del draft a cambio de Dave Newmark. Allí se puso a las órdenes de su entrenador Bob Cousy, siendo uno de los jugadores de banquillo menos utilizados, participando en 44 partidos como suplente de Connie Dierking, promediando 3,6 puntos y 1,9 rebotes.

## Estadísticas de su carrera en la NBA

### Temporada regular
| Temporada | Edad | Equipo            | Liga | P  | TIT | MIN | TC  | TCA | %TC  | 3P | 3PA | %3P | TL  | TLA | %TL  | R.OF. | R.DEF. | REB | ASIS | ROB | TAP | PER | FP  | PTS |
| 1969-70   | 24   | Cincinnati Royals | NBA  | 44 |     | 8.4 | 1.5 | 3.8 | .392 |    |     |     | 0.7 | 1.0 | .630 |       |        | 1.9 | 0.2  |     |     |     | 1.1 | 3.6 |
| Total     |      |                   | NBA  | 44 |     | 8.4 | 1.5 | 3.8 | .392 |    |     |     | 0.7 | 1.0 | .630 |       |        | 1.9 | 0.2  |     |     |     | 1.1 | 3.6 |

## Fallecimiento
Anderzunas falleció el 28 de mayo de 1989 a la edad de 43 años.